# Kuklik górski
Kuklik górski (Geum montanum L.) – gatunek rośliny należący do rodziny różowatych. W Polsce występuje w Sudetach i Karpatach. Jest tam rośliną pospolitą.

## Morfologia

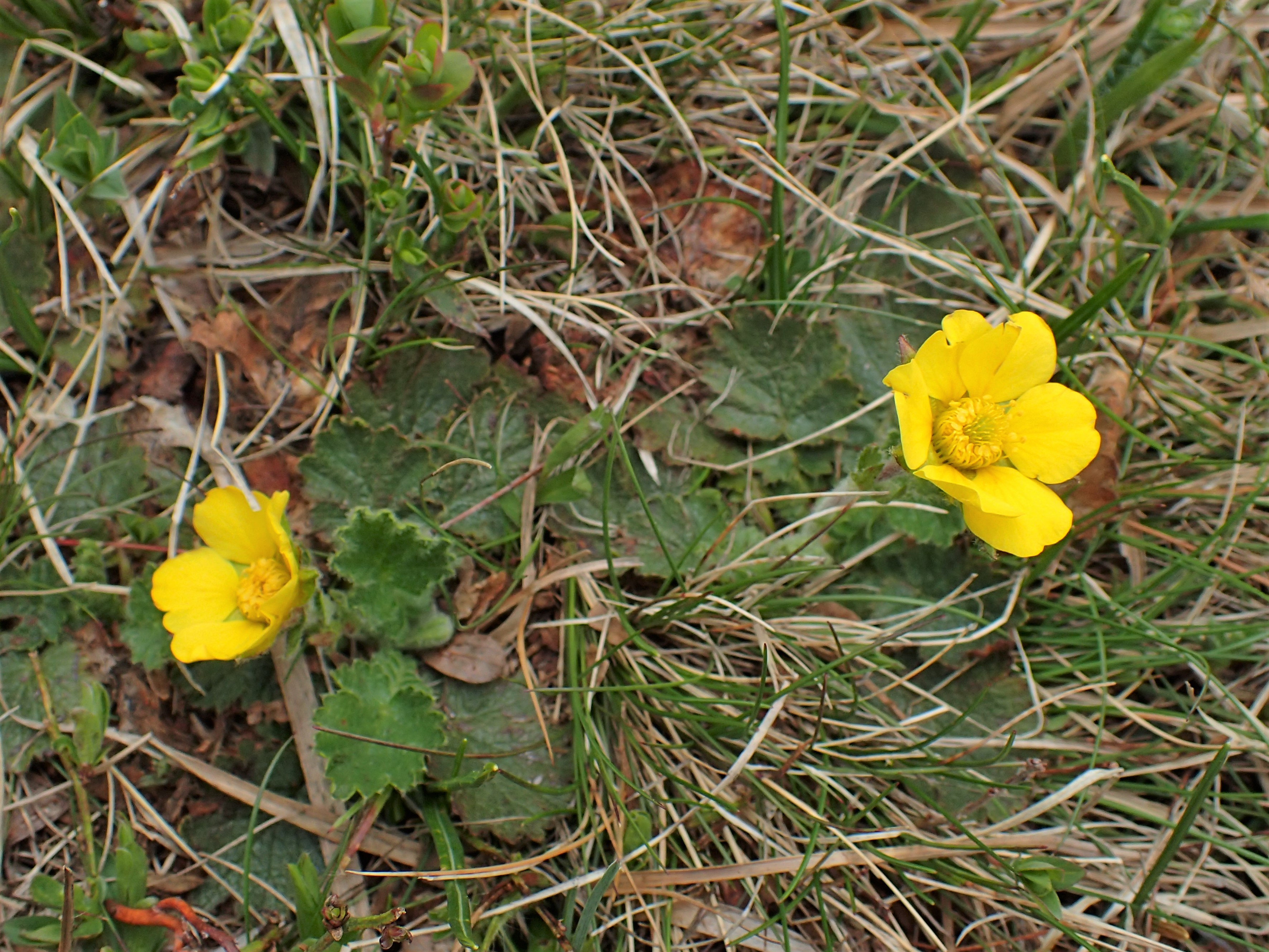
Pokrój

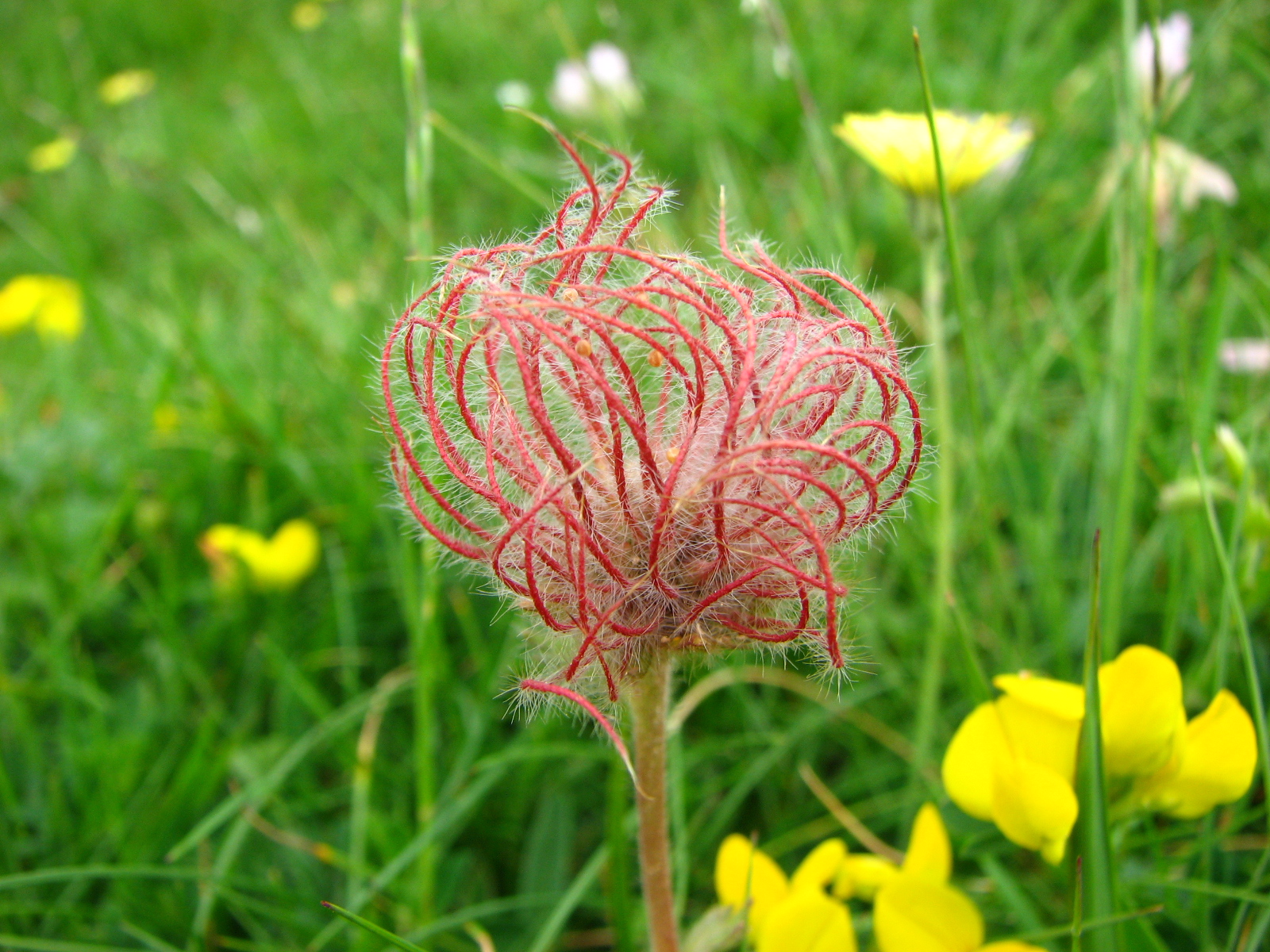
Owoc zbiorowy

ŁodygaDelikatnie owłosiona łodyga kwiatowa osiąga wysokość do 30 cm. Pod ziemią roślina posiada grube, płożące się kłącze.
LiścieZebrane w rozety, wyrastające z kłącza. Liście te są przerywano-pierzaste. Składają się z karbowanych listków, których wielkość wzrasta od nasady liścia ku jego szczytowi. Listek szczytowy jest zdecydowanie większy od pozostałych. Oprócz liści różyczkowych na łodydze występują 3–6 małych liści łodygowych z większymi od nich, wcinanymi przylistkami.
KwiatyPojedyncze na szczycie pędu (rzadziej dwa kwiaty), o płatkach korony barwy złocistożółtej i średnicy ok. 3,5 cm. Sercowatych płatków korony jest od 5–8. Kielich składa się z 5 zielonych działek, oraz 5 mniejszych działek tworzących kieliszek. Pomiędzy bardzo licznymi pręcikami występują miodniki. W środku kwiatu liczne, zielonkawe słupki o wydłużonych, piórkowatych szyjkach. Czasami spotyka się kwiaty zawierające wyłącznie kwiaty pręcikowe (męskie).
OwocOwoc zbiorowy podobny do włochatej kulki, złożony z niełupek. Niełupki uzbrojone są w bardzo długi, czerwonawy, owłosiony wyrostek, który działa jak skrzydło i pomaga w rozsiewaniu nasion.

## Biologia i ekologia
- Bylina. Kwitnie od maja do późnej jesieni, zapylana jest przez muchówki. Owoce rozsiewane są przez wiatr (anemochoria).
- Siedlisko: porasta wysokie murawy, ziołorośla, hale i pastwiska. W górach kuklik jest pospolity od regla dolnego po piętro turni, najczęściej jednak można go spotkać w partiach wysokich. W Tatrach spotkać go można nawet na najwyższych szczytach. Występuje zarówno na podłożu wapiennym, jak i granitowym, jednak częściej na tym drugim. W niektórych miejscach tworzy bardzo gęste darnie.
- W klasyfikacji zbiorowisk roślinnych gatunek charakterystyczny dla związku zespołów (All.) Nardion[3].

## Zastosowanie
Bywa uprawiany jako roślina ozdobna. Nadaje się do ogrodów skalnych i na rabaty kwiatowe. Oprócz typowej dziko rosnącej formy istnieją bardziej ozdobne kultywary. W swoim naturalnym środowisku w górach nie przemarza, gdyż zawsze w zimie przykryty jest grubą warstwą śniegu. Bez okrycia na zimę może być uprawiany w strefach mrozoodporności 6-9. Uprawiany na nizinach podczas mroźnych i bezśnieżnych zim w Polsce może przemarzać, dlatego też należy go na zimę okryć. Wymaga słonecznego stanowiska, ziemi wilgotnej i przepuszczalnej. Rozmnaża się przez podział kęp lub przez wysiew nasion jesienią.